# Prezydenci Gwatemali

## Jako część Cesarstwa Meksyku
Wyżsi przełożeni polityczni prowincji Gwatemala (Jefe Político Superior de la Provincia de Guatemala)
| # | Imię i Nazwisko                       | Portret | Kadencja             | Kadencja             |
| # | Imię i Nazwisko                       | Portret | Od                   | Do                   |
| - | ------------------------------------- | ------- | -------------------- | -------------------- |
| 1 | Gabino Gaínza (1753/1760 – ok. 1829)  |         | 15 września 1821     | 23 października 1822 |
| 2 | Vicente Filísola (1789 – 1850)        |         | 24 października 1822 | 18 września 1823     |
| 3 | Pedro Molina Mazariegos (1777 – 1854) |         | 19 września 1823     | 16 października 1824 |

## W składzie Zjednoczonych Prowincji Ameryki Środkowej (1821–1839)
Zarządcy państwa (Jefe Supremo del Estado de Guatemala)
| Osoba | Osoba   | Osoba                                               | Kadencja             | Kadencja             | Partia polityczna |
| #     | Portret | Imię i nazwisko                                     | Od                   | Do                   | Partia polityczna |
| ----- | ------- | --------------------------------------------------- | -------------------- | -------------------- | ----------------- |
| -     |         | Alejandro Díaz Cabeza de Vaca (1766–?) (tymczasowo) | 15 września 1824     | 12 października 1824 | konserwatysta     |
| 1     |         | Juan Barrundia (1788–1843)                          | 12 października 1824 | 9 września 1826      | liberał           |
| -     |         | José Cirilo Flores Estrada (1776–1826) (tymczasowo) | 9 września 1826      | 13 października 1826 | bezpartyjny       |
| -     |         | José Domingo Estrada (tymczasowo)                   | 2 stycznia 1827      | 1 marca 1827         | konserwatysta     |
| 2     |         | Mariano de Aycinena y Piñol (1789–1855)             | 1 marca 1827         | 13 kwietnia 1829     | konserwatysta     |
| -     |         | Mariano Zenteno (1773–1838) (tymczasowo)            | 13 kwietnia 1829     | 30 kwietnia 1829     | bezpartyjny       |
| 3     |         | José Francisco Barrundia y Cepeda (1787–1854)       | 30 kwietnia 1829     | 30 sierpnia 1829     | liberał           |
| 4     |         | Pedro Molina Mazariegos (1777–1854)                 | 30 sierpnia 1829     | 27 października 1830 | liberał           |
| -     |         | Antonio Rivera Cabezas (1784–1851) (tymczasowo)     | 27 października 1830 | 10 lutego 1831       | bezpartyjny       |
| -     |         | José Gregorio Márquez (tymczasowo)                  | 10 lutego 1831       | 28 sierpnia 1831     | bezpartyjny       |
| 5     |         | Mariano Gálvez (1794-1862)                          | 28 sierpnia 1831     | 3 marca 1838         | liberał           |
| -     |         | Pedro José Valenzuela (1797–1865) (tymczasowo)      | 3 marca 1838         | 29 lipca 1838        | bezpartyjny       |
| -     |         | Mariano Rivera Paz (1804–1849) (tymczasowo)         | 29 lipca 1838        | 30 stycznia 1839     | liberał           |
| -     |         | Carlos Salazar Castro (1800–1867)                   | 30 stycznia 1839     | 13 kwietnia 1839     | bezpartyjny       |
| -     |         | Mariano Rivera Paz (1804–1849) (tymczasowo)         | 13 kwietnia 1839     | 3 grudnia 1839       | liberał           |

## Niepodległe państwo (1839–obecnie)
Głowa państwa w latach 1839–1847 (Presidentes del Estado de Guatemala) 
| Osoba | Osoba                                   | Osoba   | Kadencja        | Kadencja        | Partia polityczna |
| #     | Imię i nazwisko                         | Portret | Od              | Do              | Partia polityczna |
| ----- | --------------------------------------- | ------- | --------------- | --------------- | ----------------- |
| 1     | Mariano Rivera Paz (1804–1849)          |         | 3 grudnia 1839  | 25 lutego 1842  | liberał           |
| 2     | José Venancio López Requena (1791–1863) |         | 25 lutego 1842  | 14 maja 1842    | liberał           |
| (1)   | Mariano Rivera Paz (1804–1849)          |         | 14 maja 1842    | 14 grudnia 1844 | liberał           |
| 3     | Rafael Carrera y Turcios (1814–1865)    |         | 14 grudnia 1844 | 21 marca 1847   | konserwatysta     |

Prezydenci od 1847 do dziś (Presidentes de la República de Guatemala)
| Osoba | Osoba                                                | Osoba   | Kadencja             | Kadencja             | Partia polityczna                                                      |
| #     | Imię i nazwisko                                      | Portret | Od                   | Do                   | Partia polityczna                                                      |
| ----- | ---------------------------------------------------- | ------- | -------------------- | -------------------- | ---------------------------------------------------------------------- |
| 1     | Rafael Carrera y Turcios (1814–1865)                 |         | 21 marca 1847        | 16 sierpnia 1848     | konserwatysta                                                          |
| -     | Juan Antonio Martínez (1783–1854) (tymczasowo)       |         | 16 sierpnia 1848     | 28 listopada 1848    | konserwatysta                                                          |
| -     | José Bernardo Escobar (1797–1849) (tymczasowo)       |         | 28 listopada 1848    | 1 stycznia 1849      | konserwatysta                                                          |
| -     | Mariano Peredes (1800?–1856) (tymczasowo)            |         | 1 stycznia 1849      | 6 listopada 1851     | bezpartyjny                                                            |
| (1)   | Rafael Carrera y Turcios (1814–1865)                 |         | 6 listopada 1851     | 14 kwietnia 1865     | konserwatysta                                                          |
| -     | Pedro de Aycinena y Piñol (1802–1897) (tymczasowo)   |         | 14 kwietnia 1865     | 24 maja 1865         | konserwatysta                                                          |
| 2     | Vicente Cerna Sandoval (1810–1885)                   |         | 24 maja 1865         | 29 czerwca 1871      | konserwatysta                                                          |
| 3     | Miguel García Granados y Zavala (1809–1878)          |         | 29 czerwca 1871      | 4 grudnia 1873       | liberał                                                                |
| 4     | Justo Rufino Barrios (1835–1885)                     |         | 4 grudnia 1873       | 2 kwietnia 1885      | liberał                                                                |
| -     | Alejandro M. Sinibaldi (1825–1896) (tymczasowo)      |         | 2 kwietnia 1885      | 5 kwietnia 1885      | liberał                                                                |
| 5     | Manuel Lisandro Barillas Bercián (1845–1907)         |         | 6 kwietnia 1885      | 15 marca 1892        | liberał                                                                |
| 6     | José María Reina Barrios (1854–1898)                 |         | 15 marca 1892        | 8 lutego 1898        | liberał                                                                |
| 7     | Manuel Estrada Cabrera (1854–1924)                   |         | 8 lutego 1898        | 15 kwietnia 1920     | liberał                                                                |
| 8     | Carlos Herrera (1856–1930)                           |         | 15 kwietnia 1920     | 10 grudnia 1921      | Partia Unionistyczna                                                   |
| 9     | José María Orellana (1872–1926)                      |         | 10 grudnia 1921      | 26 września 1926     | liberał                                                                |
| 10    | Lázaro Chacón (1873–1931)                            |         | 26 września 1926     | 2 stycznia 1931      | Partia Unionistyczna                                                   |
| -     | José María Reina Andrade (1860–1947) (tymczasowo)    |         | 2 stycznia 1931      | 14 lutego 1931       | liberał                                                                |
| 11    | Jorge Ubico (1878–1946)                              |         | 14 lutego 1931       | 4 lipca 1944         | liberał                                                                |
| -     | Juan Federico Ponce Vaides (1889–1956) (tymczasowo)  |         | 4 lipca 1944         | 20 października 1944 | liberał                                                                |
| -     | Junta                                                |         | 20 października 1944 | 15 marca 1945        |                                                                        |
| 12    | Juan José Arévalo Bermejo (1904–1990)                |         | 15 marca 1945        | 15 marca 1951        | Partia Akcji Rewolucyjnej                                              |
| 13    | Jacobo Arbenz Guzmán (1913–1971)                     |         | 15 marca 1951        | 27 czerwca 1954      | Partia Akcji Rewolucyjnej/Partia Gwatemalskiej Rewolucji               |
| -     | Carlos Enrique Díaz de León (1910–1971) (tymczasowo) |         | 27 czerwca 1954      | 28 czerwca 1954      | wojskowy                                                               |
| -     | Junta Rządowa                                        |         | 28 czerwca 1954      | 1 września 1954      |                                                                        |
| 14    | Carlos Castillo Armas (1914–1957)                    |         | 1 września 1954      | 26 lipca 1957        | wojskowy                                                               |
| -     | Luis Arturo González López (1900–1965) (tymczasowo)  |         | 27 lipca 1957        | 24 października 1957 | Narodowa Partia Postępowa                                              |
| -     | Junta                                                |         | 24 października 1957 | 26 października 1957 |                                                                        |
| -     | Guillermo Flores Avendaño (1894–1982) (tymczasowo)   |         | 27 października 1957 | 2 marca 1958         | wojskowy                                                               |
| 15    | Miguel Ydígoras Fuentes (1895–1982)                  |         | 2 marca 1958         | 31 marca 1963        | wojskowy/Demokratyczna Partia Pojednania Narodowego                    |
| 16    | Enrique Peralta Azurdia (1908–1997)                  |         | 31 marca 1963        | 1 lipca 1966         | wojskowy/Demokratyczna Partia Instytucjonalna                          |
| 17    | Julio César Méndez Montenegro (1915–1996)            |         | 1 lipca 1966         | 1 lipca 1970         | Partia Rewolucyjna                                                     |
| 18    | Carlos Manuel Arana Osorio (1918–2003)               |         | 1 lipca 1970         | 1 lipca 1974         | wojskowy/Ruch Wyzwolenia Narodowego                                    |
| 19    | Kjell Eugenio Laugerud García (1930–2009)            |         | 1 lipca 1974         | 1 lipca 1978         | wojskowy/Narodowy Ruch Wyzwolenia/Instytucjonalna Partia Demokratyczna |
| 20    | Fernando Romeo Lucas García (1924–2006)              |         | 1 lipca 1978         | 23 marca 1982        | wojskowy/Demokratyczna Partia Instytucjonalna/Partia Rewolucyjna       |
| 21    | Efraín Ríos Montt (1926–2018)                        |         | 23 marca 1982        | 8 sierpnia 1983      | wojskowy                                                               |
| 22    | Óscar Humberto Mejía Victores (1930–2016)            |         | 8 sierpnia 1983      | 14 stycznia 1986     | wojskowy                                                               |
| 23    | Marco Vinicio Cerezo Arévalo (1942–)                 |         | 14 stycznia 1986     | 14 stycznia 1991     | Gwatemalska Partia Demokratyczno-Chrześcijańska                        |
| 24    | Jorge Serrano Elías (1945–)                          |         | 14 stycznia 1991     | 1 czerwca 1993       | Ruch Akcji Solidarnościowej                                            |
| -     | Gustavo Adolfo Espina Salguero (1946?–) (tymczasowo) |         | 1 czerwca 1993       | 5 czerwca 1993       | Ruch Akcji Solidarnościowej                                            |
| 25    | Ramiro de León Carpio (1942–2002)                    |         | 6 czerwca 1993       | 14 stycznia 1996     | bezpartyjny                                                            |
| 26    | Álvaro Arzú (1946–2018)                              |         | 14 stycznia 1996     | 14 stycznia 2000     | Narodowa Partia Postępowa                                              |
| 27    | Alfonso Antonio Portillo Cabrera (1951–)             |         | 14 stycznia 2000     | 14 stycznia 2004     | Gwatemalski Front Republikański                                        |
| 28    | Óscar Berger Perdomo (1946–)                         |         | 14 stycznia 2004     | 14 stycznia 2008     | Wielki Sojusz Narodowy                                                 |
| 29    | Álvaro Colom (1951–2023)                             |         | 14 stycznia 2008     | 14 stycznia 2012     | Narodowa Jedność Nadziei                                               |
| 30    | Otto Pérez Molina (1950–)                            |         | 14 stycznia 2012     | 3 września 2015      | Wielki Sojusz Narodowy                                                 |
| -     | Alejandro Maldonado (1936–) (tymczasowo)             |         | 3 września 2015      | 14 stycznia 2016     | bezpartyjny                                                            |
| 31    | Jimmy Morales (1969–)                                |         | 14 stycznia 2016     | 14 stycznia 2020     | Frontu Konwergencji Narodowej                                          |
| 32    | Alejandro Giammattei (1953–)                         |         | 14 stycznia 2020     | 14 stycznia 2024     | Vamos                                                                  |
| 33    | Bernardo Arévalo (1958–)                             |         | 14 stycznia 2024     | nadal                | Semilla                                                                |